# Veltheimia
Genre
Veltheimia est un genre végétal de la famille des Asparagacées ou des Hyacinthacées.
Ce sont des plantes à fleurs tubulées, pendantes, dont les fleurs sont regroupées en épi à l'extrémité d'une hampe. Les racines sont souvent bulbeuses.
Les fleurs sont dépourvues de calice, ont une corolle à six dents, six étamines insérées sur le tube de la corolle aux anthères droites oblongues, un ovaire ovale, presque à trois faces surmonté d'un style de la hauteur de la corolle avec un stigmate souvent bifide.
Le fruit est une capsule membraneuse ailée à trois loges, chaque loge contenant une graine.

## Liste d'espèces
- Veltheimia bracteata
- Veltheimia capensis